# Hedy Salquin
Hedy Salquin (Lucerna, 13 de octubre de 1928 - Kriens, 7 de enero de 2012) fue un directora, pianista, pintora y poeta suiza.

## Biografía
Hedy Salquin era la hija del geólogo de Neuchâtel Charles Salquin (1902-1984) y Hedwig Salquin-Stocker (1902-1990) de Lucerna. Ambos padres tocaron violín y viola como músicos aficionados, Charles Salquin participó en dos orquestas de Lucerna. Hedy Salquin recibió sus primeras lecciones de piano a la edad de seis años. El padre había notado tempranamente el excepcional talento musical de su hija. En Lucerna no había conservatorio. La familia se mudó a Ginebra en 1939 y vivió desde 1947 en Versoix.

## Carrera
Hedy Salquin fue admitida en la clase avanzada por Alexandre Mottu en 1939 en el Conservatorio de Ginebra. En 1943 se convirtió en la primera estudiante del pianista rumano Dinu Lipatti. En 1947 ganó el diploma solista con distinción y luego ganó varios concursos. También asistió a la clase de conducción orquestal en el Conservatorio de Ginebra, donde Samuel Baud-Bovy le enseñó la base de esta profesión. Estudió composición con Charles Chaix y Solfeggio con Lydie Meylan. Durante sus estudios, escribió críticas musicales para el periódico Le Courrier. En 1949, Hedy Salquin fue a París con una recomendación de Dinu Lipatti a su profesora Nadia Boulanger y estudió en su clase para el acompañamiento de piano.
En París, Hedy Salquin se postuló en 1949 como la única mujer de cuarenta candidatos para uno de los lugares muy limitados en la clase de directores de orquesta en Louis Fourestier. Tres años más tarde, se convirtió en la primera mujer en una clase de conducción en recibir el primer premio con honores. Estudiar con Nadia Boulanger también puso fin a Hedy Salquin con un primer premio.
En 1952, con la finalización con éxito de los estudios en París, comenzó una carrera internacional como músico y directora de orquesta. Hedy Salquin ha dirigido importantes orquestas y orquestas suizas en numerosos países europeos. Actuó con frecuencia, en particular con la Orquesta de la Radio en Dinamarca y la Orquesta de la Suisse Romande. En 1958 dirigió su propia orquesta femenina en el Musikwochen Braunwald y en la exposición SAFFA en Zúrich. Hedy Salquin fue la primera mujer suiza en dirigir orquestas de renombre como directora. [1]
Paralelamente a su carrera como directora, continuó su carrera como pianista, solista y acompañante en formaciones de dúo o música de cámara. Ella también realizó conciertos, que condujo ella misma desde el piano. Ella apareció en varias ciudades suizas y europeas, en Nueva York y varias veces en el Festival Internacional de Música de Lucerna (ahora el Festival de Lucerna).
Castle Schauensee en Kriens, lugar del festival de música de cámara fundado y dirigido por Hedy Salquin
Salquin escribió sus primeras composiciones mientras estudiaba. La composición la llevó de vuelta en la década de 1980. En 1966 fundó el festival de música de cámara "Schlosskonzerte Schauensee Kriens", que dirigió hasta 1996 como directora artística. Ella invitó compañero de dúo como Eugène Sarbu o Ottomar Borwitzky y grupos de cámara de toda Europa y tenía un número considerable de obras de compositores suizos contemporáneos como campeón de Henry Suter, Caspar Diethelm o lista de Rudolf Kelterborn.
En 1967, Salquin fue elegida como la primera mujer en el consejo de la suiza Tonkünstlerverein. Ella enseñó durante varios años en el Conservatorio de Música de Lucerna. Desde 1983 también fue activa como pintora y poeta.
familia
Hedy Salquin se casó con Josef Graber de Lucerna el 25 de septiembre de 1958 y vivió en Kriens hasta el final de su vida. La pareja tuvo cuatro hijos (Hedy * 1961, Philomène * 1963, Felix * 1967 y Niklaus * 1968).